# Rianiate (Pangururan)
Rianiate is een bestuurslaag in het regentschap Samosir van de provincie Noord-Sumatra, Indonesië. Rianiate telt 2104 inwoners (volkstelling 2010).